# Purgatory
Purgatory är en låt och den sjätte singeln av den brittiska heavy metalgruppen Iron Maiden, släppt den 15 juni, 1981. Båda låtarna på singeln släpptes på albumet Killers.
Egentligen skulle omslaget på albumet The Number of the Beast bli omslaget till singeln Purgatory, men bandet tyckte omslaget var för bra för en singel så Derek Riggs fick måla ett nytt omslag föreställande halva Eddie och halva djävulen.

## Låtlista
1. Purgatory (Harris)
2. Genghis Khan (Harris)

### Purgatory
Purgatory är en nyare version av låten Floating, skriven av Steve Harris, vilken var en favorit på scenen under tidiga Iron Maiden år, 1976 - 1977. Den här versionen är enligt Nicko McBrain en snabbare och mer tempoväxlande version än Floating.

### Genghis Khan
Se Genghis Khan på albumet Killers
Låten Genghis Khan är en instrumental låt av Steve Harris. Namnet kommer från den kände mongolledaren Genghis Khan.

## Medlemmar
- Steve Harris - bas
- Paul Di'Anno - sång
- Dave Murray - gitarr
- Adrian Smith - gitarr
- Clive Burr - trummor